# Хосе Акасусо
Хосе Хавијер Акасусо (шп. José Javier "Chucho" Acasuso; рођен 20. октобра 1982. у Буенос Ајресу, Аргентина) је бивши аргентински тенисер који је свој најбољи пласман у синглу достигао 14. августа 2006. када је заузимао 20. место на АТП листи.

## Каријера
Почео је да се бави тенисом са две године када га је отац (Хосе Андрес) са братом, Хуаном Андресом и сестром Габријелом одвео у тениски клуб његовог деде Хуана Рубена где је добио прве лекције. Први инструктор тениса био му је Алберто "Замбо" Гонзалез. Као дете играо је и тенис и кошарку, али од дванаесте године решио је да се концентрише на бављење тенисом. У својој раној каријери играо је у клубовима Itapua и Progreso de Posadas in Misiones. Као јуниор, добио је сертификат за спортска достигнућа 1992. и био је шампион Јужне Америке 1996.
Освојио је три титуле у синглу и пет у дублу, све на шљаци.
На гренд слем турнирима најдаље је стигао до четвртог кола Ролан Гароса 2005. а зауставио га је сународник Маријано Пуерта. Посебно се истакао у другом колу, када је после два сета заостатка преокренуо и избацио трећег тенисера света Ендија Родика.
Најбољи резултат на турнирима мастерс серије остварио је у Хамбургу 2006. где је поражен у полуфиналу од Чеха Радека Штјепанека.
Наступао је за Дејвис куп репрезентацију Аргентине са којом је стигао до два финала. Однос победа и пораза му је 7–5 (од тога у синглу 5–3).
Последњи турнир одиграо је у јуну 2011, али се званично повукао из тениса у фебруару 2012. када је одржао конференцију за новинаре. Данас ради у компанији која координира спортским догађајима, организује спортске егзибиције и прави уговоре са спонзорима.
Акасусова омиљена подлога била је шљака а ударци сервис и форхенд. Играо је десном руком иако се за све остале ствари служи левом руком.

## АТП финала

### Појединачно: 11 (3–8)
| Легенда                        |
| ------------------------------ |
| Гренд слем турнири (0–0)       |
| Завршно првенство сезоне (0–0) |
| АТП мастерс 1000 (0–0)         |
| АТП 500 (0–1)                  |
| АТП 250 (3–7)                  |

| Финала по подлози |
| ----------------- |
| Тврда (0–0)       |
| Шљака (3–8)       |
| Трава (0–0)       |

| Финала по локацији |
| ------------------ |
| Отворено (3–8)     |
| Дворана (0–0)      |

| Исход     | Бр. | Датум               | Турнир                      | Подлога | Противник         | Резултат                     |
| --------- | --- | ------------------- | --------------------------- | ------- | ----------------- | ---------------------------- |
| Финалиста | 1.  | 25. фебруар 2001.   | Буенос Ајрес, Аргентина     | Шљака   | Густаво Киртен    | 1–6, 3–6                     |
| Победник  | 1.  | 28. јул 2002.       | Сопот, Пољска               | Шљака   | Франко Сквилари   | 2–6, 6–1, 6–3                |
| Финалиста | 2.  | 15. септембар 2002. | Букурешт, Румунија          | Шљака   | Давид Ферер       | 3–6, 2–6                     |
| Финалиста | 3.  | 29. септембар 2002. | Палермо, Италија            | Шљака   | Фернандо Гонзалез | 7–5, 3–6, 1–6                |
| Финалиста | 4.  | 15. август 2004.    | Сопот, Пољска               | Шљака   | Рафаел Надал      | 3–6, 4–6                     |
| Победник  | 2.  | 19. септембар 2004. | Букурешт, Румунија          | Шљака   | Игор Андрејев     | 6–3, 6–0                     |
| Победник  | 3.  | 5. фебруар 2006.    | Виња дел Мар, Чиле          | Шљака   | Николас Масу      | 6–4, 6–3                     |
| Финалиста | 5.  | 23. јул 2006.       | Штутгарт, Немачка           | Шљака   | Давид Ферер       | 4–6, 6–3, 7–6(7–3), 5–7, 4–6 |
| Финалиста | 6.  | 5. август 2007.     | Сопот, Пољска (2)           | Шљака   | Томи Робредо      | 5–7, 0–6                     |
| Финалиста | 7.  | 24. фебруар 2008.   | Буенос Ајрес, Аргентина (2) | Шљака   | Давид Налбандијан | 6–3, 6–7(5–7), 4–6           |
| Финалиста | 8.  | 9. фебруар 2009.    | Виња дел Мар, Чиле          | Шљака   | Фернандо Гонзалез | 1–6, 3–6                     |

### Парови: 11 (5–6)
| Легенда                        |
| ------------------------------ |
| Гренд слем турнири (0–0)       |
| Завршно првенство сезоне (0–0) |
| АТП мастерс 1000 (0–0)         |
| АТП 500 (1–0)                  |
| АТП 250 (4–6)                  |

| Финала по подлози |
| ----------------- |
| Тврда (0–1)       |
| Шљака (5–5)       |
| Трава (0–0)       |

| Финала по локацији |
| ------------------ |
| Отворено (5–5)     |
| Дворана (0–1)      |

| Исход     | Бр. | Датум               | Турнир                  | Подлога   | Партнер            | Противници                     | Резултат           |
| --------- | --- | ------------------- | ----------------------- | --------- | ------------------ | ------------------------------ | ------------------ |
| Финалиста | 1.  | 18. јул 2004.       | Амерсфорт, Холандија    | Шљака     | Луис Орна          | Јарослав Левински Давид Шкох   | 0–6, 6–2, 5–7      |
| Победник  | 1.  | 25. јул 2004.       | Умаг, Хрватска          | Шљака     | Флавио Сарета      | Јарослав Левински Давид Шкох   | 4–6, 6–2, 6–4      |
| Финалиста | 2.  | 19. септембар 2004. | Букурешт, Румунија      | Шљака     | Оскар Ернандез     | Лукас Арнолд Кер Маријано Ход  | 6–7(5–7), 1–6      |
| Финалиста | 3.  | 13. фебруар 2005.   | Буенос Ајрес, Аргентина | Шљака     | Себастијан Пријето | Франтишек Чермак Леош Фридл    | 2–6, 5–7           |
| Финалиста | 4.  | 19. фебруар 2005.   | Салвадор, Бразил        | Шљака     | Игнасио Г. Кинг    | Франтишек Чермак Леош Фридл    | 4–6, 4–6           |
| Финалиста | 5.  | 10. јул 2005.       | Бостад, Шведска         | Шљака     | Себастијан Пријето | Јонас Бјеркман Јоаким Јохансон | 2–6, 3–6           |
| Победник  | 2.  | 24. јул 2005.       | Штутгарт, Немачка       | Шљака     | Себастијан Пријето | Маријано Ход Томи Робредо      | 7–6(7–4), 6–3      |
| Победник  | 3.  | 18. септембар 2005. | Букурешт, Румунија      | Шљака     | Себастијан Пријето | Виктор Ханеску Андреј Павел    | 6–3, 4–6, 6–3      |
| Финалиста | 6.  | 9. октобар 2005.    | Мец, Француска          | Тврда (д) | Себастијан Пријето | Микаел Љодра Фабрис Санторо    | 2–5, 5–3, 4–5(4–7) |
| Победник  | 4.  | 5. фебруар 2006.    | Виња дел Мар, Чиле      | Шљака     | Себастијан Пријето | Франтишек Чермак Леош Фридл    | 7–6(7–2), 6–4      |
| Победник  | 5.  | 2. фебруар 2008.    | Виња дел Мар, Чиле (2)  | Шљака     | Себастијан Пријето | Максимо Гонзалез Хуан Монако   | 6–1, 3–0 (предаја) |

## Остала финала

### Тимска такмичења: 4 (2–2)
| Исход     | Бр. | Датум                 | Турнир                               | Подлога   | Партнери                                            | Противници                                                      | Резултат | Извор |
| --------- | --- | --------------------- | ------------------------------------ | --------- | --------------------------------------------------- | --------------------------------------------------------------- | -------- | ----- |
| Победник  | 1.  | 25. мај 2002.         | Екипно првенство, Диселдорф, Немачка | Шљака     | Гиљермо Кањас Лукас Арнолд Кер Гастон Етлис         | Марат Сафин Јевгениј Кафељников Андреј Черкасов                 | 3–0      | [ 6 ] |
| Финалиста | 1.  | 1–3. децембар 2006.   | Дејвис куп, Москва, Русија           | Тепих (д) | Давид Налбандијан Агустин Каљери Хуан Игнасио Чела  | Николај Давиденко Дмитриј Турсунов Михаил Јужни Марат Сафин     | 2–3      | [ 7 ] |
| Победник  | 2.  | 26. мај 2007.         | Екипно првенство, Диселдорф, Немачка | Шљака     | Хуан Игнасио Чела Агустин Каљери Себастијан Пријето | Томаш Бердих Јан Хајек Мартин Дам                               | 2–1      | [ 8 ] |
| Финалиста | 2.  | 21–23. новембар 2008. | Дејвис куп, Мар дел Плата, Аргентина | Тврда (д) | Хуан М. дел Потро Давид Налбандијан Агустин Каљери  | Давид Ферер Фернандо Вердаско Фелисијано Лопез Марсел Гранољерс | 1–3      | [ 9 ] |